# Lamproneura
Lamproneura is een geslacht van libellen (Odonata) uit de familie van de Protoneuridae.

## Soorten
Lamproneura omvat 1 soort:
- Lamproneura lucerna De Marmels, 2003